# Gornje Nedeljice
Gornje Nedeljice (em cirílico: Горње Недељице) é uma vila da Sérvia localizada no município de Loznica, pertencente ao distrito de Mačva, na região de Podrinje Jadar. A sua população era de 707 habitantes segundo o censo de 2011.

## Demografia
| 1948 | 1953 | 1961 | 1971 | 1981 | 1991 | 2002 | 2011 |
| ---- | ---- | ---- | ---- | ---- | ---- | ---- | ---- |
| 840  | 942  | 872  | 816  | 811  | 811  | 699  | 707  |